# Melinda Clarke
 (juillet 2024).
Melinda Clarke, connue également sous le nom de Mindy Clarke, est une actrice américaine née le 24 avril 1969 à Upland (Californie). Elle est connue pour le rôle de Julie Cooper-Nichol dans Newport Beach (2003-2007) et celui de Amanda dans Nikita (2010-2013).

## Biographie
Melinda Clarke est née à Upland, en Californie et a grandi à Dana Point. Elle est la fille de Patricia Lewis, une danseuse de ballet et de l'acteur John Clarke, connu pour son interprétation de Mickey Horton pendant 39 ans dans le feuilleton télévisé Des jours et des vies. Elle a un frère, Joshua, et une sœur, Heidi, qui est décédée en 1994 d'une tumeur cardiaque maligne.

## Carrière
À 18 ans, Melinda Clarke commence une carrière de mannequin, avant de rejoindre son père dans Des jours et des vies en 1989.  Elle joue le rôle de Faith Taylor dans 17 épisodes.
Elle se tourne vers le cinéma en 1991 avec Hot Under the Collar puis Young Goodman Brown en 1993 et la même année dans le film d'horreur Le Retour des morts-vivants 3, qui lui permet de se faire remarquer, avant de jouer dans Spawn en 1997 qui est une adaptation cinématographique du comics éponyme.
À la télévision, Melinda Clarke fait quelques apparitions dans La loi est la loi et The George Carlin Show avant de faire partie de la distribution de la série Heaven Help Us dans le rôle Lexy Monroe mais la série s’arrête après une saison. Elle participe dès 1997 à la série Spécial OPS Force, où elle tient le rôle de Margo Vincent aux côtés de Brad Johnson et Dennis Rodman. La série ne dure que deux saisons et s'interrompt en 1999.
Parallèlement à cette série, elle apparaît dans de nombreuses autres séries à succès comme Seinfeld, Xena, la guerrière,  Firefly et Charmed. Depuis 2001, elle joue un rôle récurrent dans Les Experts où elle interprète le rôle de la directrice d'une boîte SM, Lady Heather, dans six épisodes. En 2003, elle incarne la garce Julie Cooper-Nichol dans la série Newport Beach. Entre 2005 et 2011, elle joue son propre rôle dans la série Entourage. De 2010 à 2013, elle joue Amanda dans Nikita.

## Vie privée

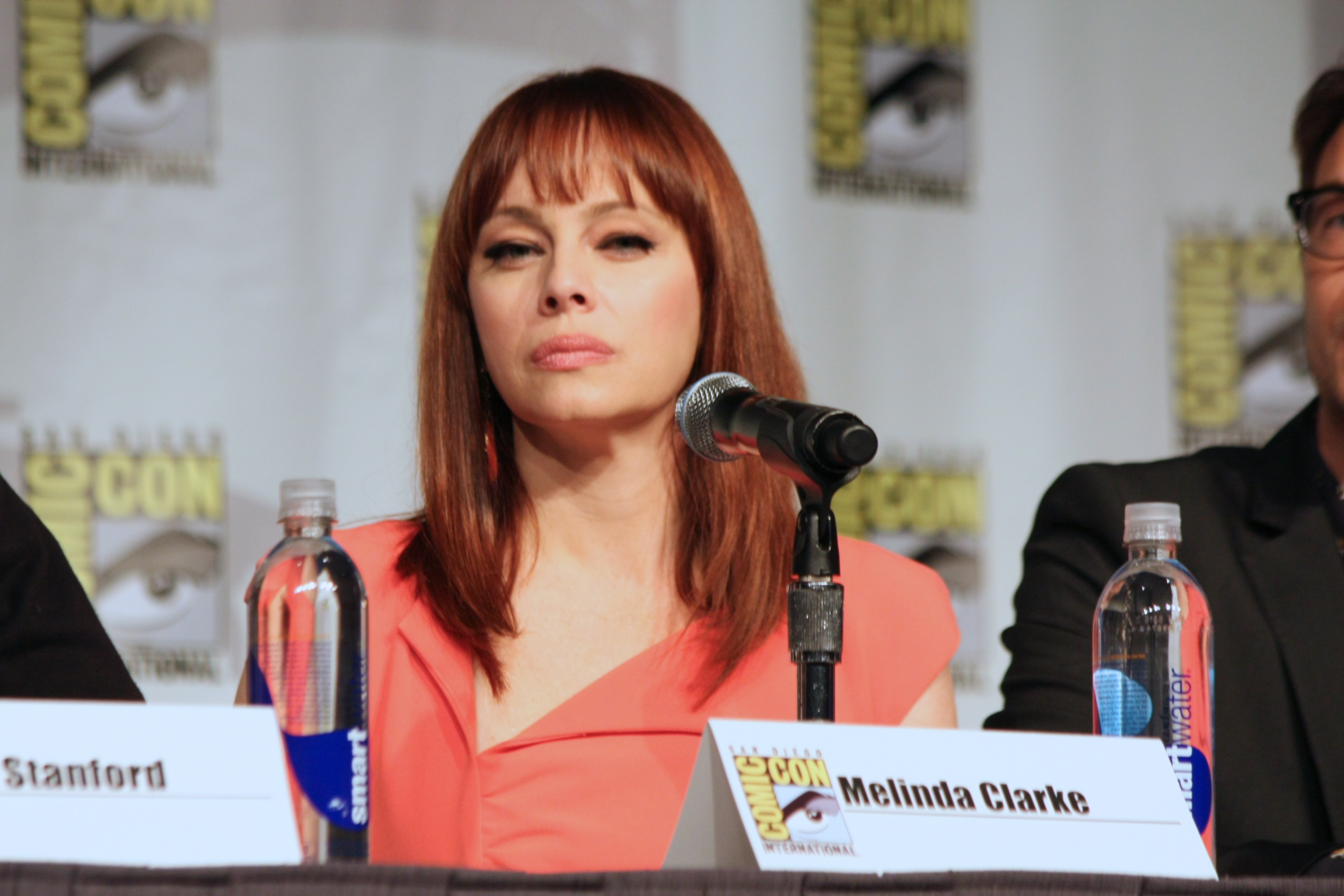
L'actrice au Comic-Con de San Diego en 2013.

Le 28 juin 1997, Melinda a épousé l'acteur Ernie Mirich (né le 9 mars 1965). Ensemble, ils ont eu une fille, prénommée Catherine Grace Mirich (née le 4 janvier 2000). Le couple a divorcé en 2005.

## Filmographie
- 1989 - 1990 : Des jours et des vies (feuilleton TV) : Faith Taylor (17 épisodes)
- 1991 : La loi est la loi (Jake and the Fatman) (série télévisée) : Angel Alexander (Saison 5, épisode 7)
- 1992 : Hot under the Collar (Film) : Monica
- 1992 : Out for Blood (Film) : Laura
- 1993 : Le Retour des morts-vivants 3 (Film) : Julie Walker
- 1993 : Young Goodman Brown (Film) : Faith Brown
- 1994 : The George Carlin Show (série télévisée) : Christy (Saison 1, épisode 5)
- 1994 : Heaven Help Us (série télévisée) : Lexy Monroe
- 1995 : Passion interdite (Return to Two Moon Junction) (Film) : Savannah Delongpre
- 1996 : Les Hommes de l'ombre (Mulholland Falls) (Film) : La fille à la cigarette
- 1996 : La langue tueuse  (La lengua asesina) (Film) : Candy
- 1996 : Drôle de chance (Strange Luck) (série télévisée) : Lola Vale (Saison 1, épisode 17)
- 1997 : Critics and Other Freaks (Film) : Mrs. M
- 1997 : Soldier of Fortune (téléfilm) : Margo Vincent
- 1997 : Xena, la guerrière (Xena: Warrior Princess) (série télévisée) : Velasca (Saison 2, épisodes 13 et 14)
- 1997 : Seinfeld (série télévisée) : Alex (Saison 8, épisode 21)
- 1997 : Sliders : Les Mondes parallèles (série télévisée) : Allasandra (Saison 3, épisode 25)
- 1997 : Nash Bridges (série télévisée) : Karen Decker (Saison 2, épisode 20)
- 1997 : Spawn (Film) : Jessica Priest
- 1997-1999 : Spécial OPS Force (série télévisée) : Margo Vincent (11 épisodes)
- 2000 : Nash Bridges (série télévisée) : Insp. Abby Gordon (Saison 6, épisode 7)
- 2000 : Le Caméléon (The Pretender) (série télévisée) : Mlle. Eve (Saison 4, épisode 17)
- 2001 : Star Trek: Enterprise (série télévisée) : Sarin (Saison 1, épisode 2)
- 2001-2011: Les Experts (CSI : Crime Scène Investigation) (série télévisée) : Lady Heather puis  Dr. Heather Kessler
- 2002 : .com for Murder (Film) : Agent Williams
- 2002 : First Monday (série télévisée) (Saison 1, épisode 1)
- 2002 : Charmed (série télévisée) : La Sirène (Saison 5, épisode 4)
- 2002 : Everwood (série télévisée) : Sally Keyes (Saison 1, épisode 8)
- 2002-2003 : Washington Police (série télévisée) : Detective Olivia Cahill (5 épisodes)
- 2003 : Tremors (série télévisée) : Dr. Megan Flint (Saison 1, épisode 3)
- 2003 : Firefly (série télévisée) : Nandi  (Saison 1, épisode 13)
- 2003 : The Animatrix : "Matriculated" (courts-métrages) : Alexa (voix)
- 2003-2007 : Newport Beach (The O.C.) (série télévisée) : Julie Cooper-Nichol
- 2005 - 2011 : Entourage (série télévisée) : Elle-même (Saison 2, épisode 10 - Saison 3, épisode 7 - Saison 6, épisode 11 - Saison 8, épisodes 5 à 7)
- 2006 : Avatar, le dernier maître de l'air (série télévisée)  : Madame Macmu-Ling (voix)
- 2007 : Sœurs de cœur  (She Drives Me Crazy) (Téléfilm) : Blithe Meacham
- 2007 : The Man (Téléfilm) : Brooke McCluskey
- 2007 : Reaper : Le Diable et Moi (Reaper) (série télévisée) : Mimi (Saison 1, épisode 9)
- 2008 : Chuck (série télévisée) : Sasha Banacheck (Saison 2, épisode 2)
- 2008 - 2009 : Eli Stone (série télévisée) : Dr. Lee (Saison 2, épisodes 8 à 10)
- 2010 : Ghost Whisperer : Donna (Saison 5, épisode 16)
- 2010 - 2011 : Vampire Diaries (série télévisée) : Kelly Donovan, la mère de Matt et Vicky. (Saison 1, épisodes 15 à 18 et saison 8 épisode 15)
- 2010 - 2013 : Nikita (série télévisée) : Helen « Amanda » Collins
- 2013 : Vegas (série télévisée) : Lena Cavallo
- 2014 : Dallas (série télévisée) : Tracey McKay
- 2016 : Gotham (série télévisée) : Grace Van Dahl (3 épisodes)

## Radio
- 2005 Loveline (Radio Show) : émission Radio

## Voix françaises
En France
| - Julie Dumas dans (les séries télévisées) : - Les Experts - Newport Beach - Entourage - Le Diable et moi - Chuck - Eli Stone - Vampire Diaries - Dominique Westberg dans (les séries télévisées) : - Nikita - Vegas - Gotham | - Brigitte Virtudes (les séries télévisées) : - Spécial OPS Force - Charmed et aussi - Isabelle Ganz dans Everwood (série télévisée) - Nathalie Régnier dans Washington Police (série télévisée) |